# Клан Макай

Герб вождей клана Маккей

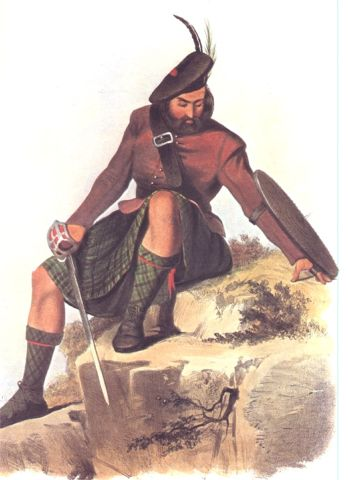
Член клана Маккей в традиционной одежде, рисунок художника Маклана, 1845 год

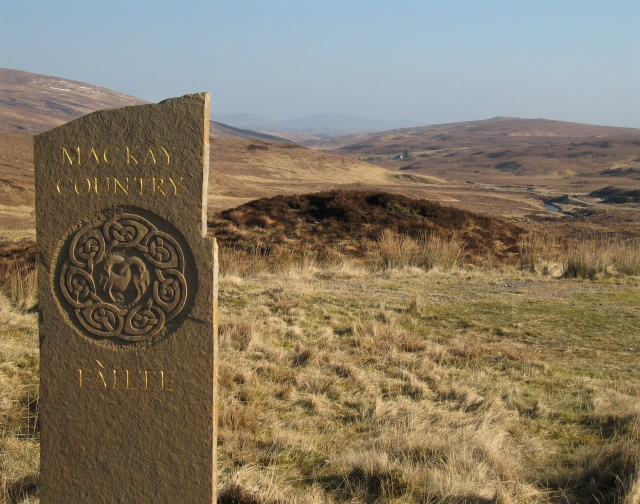
«Земля клану Маккей» — современный памятник

Клан Маккей (гэльск. Clan MacKay, Clan Mac Aoidh) — он же: Макей, Макей, МакКой, Мак Аойд — горный клан Шотландии. Некогда сильный кельтский клан на севере Шотландии (Хайленд). Корнями уходит в древнее королевство Морей (шотл. — Moray). Клан поддержал борьбу Роберта Брюса за независимость Шотландии в XIV веке. В новую эпоху клан активно поддерживал якобитов, которые боролись на независимость Шотландии. Земля клана Маккей состоит из приходов Фарр (Farr), Тонг (Tongue), Дернесс (Durness), Эддрахиллис (Eddrachillis). Эти земли известны как Стратневер (Strathnaver) на северо-западе графства Сазерленд. До 1829 года эти земли не считались частью Сазерленда. Но в 1829 году вождь клана Маккей продал почти все земли клана графам Сазерленд, что имело для клана фатальные последствия. В XVII веке земли клана включали в себя и приход Рей вплоть до графства Кейтнесс. Вождем клана был лорд Рей, поэтому эти земли позже стали называть «Край Рей».
- Девиз клана — Manu Forti — «Крепкой рукой».
- Символ клана — большой озерный камыш (Schoenoplectus tabernaemontani).

## История клана Маккей

### Происхождение клана Маккей
Историк Ангус Маккей в своей «Книга Маккей» (1906 год) приводит две различные генеалогии клана Маккей. Первая генеалогия клана взята из труда сэра Роберта Гордона (XVII века), вторая — из труда Александра Маккея из Блеккасла (XVII—XIX века), имевших доступ к архивам и документам клана Маккей. Обе родословные похожи, но имеют существенные различия по роду вождей клана Маккей. Согласно генеалогии Гордона, вожди клана Маккей имели общего предка с вождями клана Форбс и вождями клана Фаркухарсон. Историк приводит доказательства того, что теория Гордона с подключением в родословную клана Форбс объясняется давним союзом между двумя кланами и давней враждой с кланом Гордон. Александр Маккей с Блеккасла приводит родство с кланом Фаркухарсон, но представляет совсем другую генеалогию. Ангус Маккей анализирует оба источника и приходит к выводу, что родословная Александра Маккея с Блеккасла является более точным.
Александр Маккей с Блеккасла утверждает, что 1-й вождь клана — Ай Маккей родился около 1210 года и был потомком Малкольма Макэта (гельск. — Malcolm MacHeth) — 1-го графа Росса, который умер в 1168 году. Малкольм Макэт — 1-й граф Росс, связан с ранними правителями, мормерами Морея. Где-то около 1160 года Макэт и его сторонники после конфликта с шотландским королем Малькольмом IV бежали на север — в районы холмов Росс и земли Страсневер, где их приветствовали правитель тамошних викингов Харальд Маддадсон, мормэр Кейтнесса, который был тогда врагом короля. В 1215 году они выступили против короля, но были разбиты. Внук Малкольма Макэта — Кеннет Макэт был убит. Предполагают, что Ай Маккей — 1-й вождь клана, был его или сын, или племянник. Сыном Ая Маккея был Ай Мор Маккей, 2-й вождь клана. Он женился на дочери Уолтера — епископа Кейтнесса в 1263 году.

### XIV века — война за независимость Шотландии
Клан Маккей в 1314 году поддержал Роберта Брюса, борца за свободу Шотландии и ее будущего короля, в битве при Бэннокбёрне. В 1370 году было убито два вождя клана Маккей — отец Ай Маккей и сын Дональд в замке Дингуолл (Dingwall Castle). Это сделал Николас Сазерленд из Даффуса — вождь одной из младший линий клана Сазерленд. Много кровопролития было потом в результате войн между этими кланами, в том числе в результате рейда клана Маккей на Дорнох (Dornoch) в 1372 году. Во время этого рейда сожгли собор и повесили на площади многих мужчин из клана Сазерленд. После этого вражда между этими кланами более-менее стихла, и оба враждующих клана приняли участие в войне с Англией.

### XV век — войны кланов
В 1403 году состоялась битва при Тутем Тарбахе (гэльск. — Tuiteam Tarbhach) между кланами Маккей и Маклауд из Льюиса. Причинами войны были семейные дрязги. 7-й вождь клана Ангус Маккей (ум. 1403) женился на сестре вождя клана Маклауд из Льюиса. Но он обнаружил, что его жена плохо себя вела — это стало началом конфликта. Он отправился в поход на Стресневер в Сазерленде. Во второй битве вождь клана Маклауд был убит.
В 1411 году Дональд Макдональд, лорд Островов, начал конфликт с королевской семьей Стюартов относительно графства Росс. 7-й вождь клана Ангус Ду Маккей (ум. 1433) присоединился к конфедерации Стюартов. Состоялась битва при Дунгуолле в 1411 году лорд Островов разбил клан Маккей. Но вождь клана Маккей спасся, но позже он примирился с лордом Островов и женился на Элизабет Макдональд, сестре Дональда Макдональда, внучке короля Роберта II Шотландского. Этот факт указывает насколько сильным и весомым в Шотландии в те времена был клан Маккей.
В 1426 году состоялась битва при Харпсдейле. 7-й вождь клана Ангус Ду Маккей вместе со своим сыном Нейлом (Нилом) опустошали земли Кейтнесс. Жители Кейтнесса выступили против клана Маккей — было большое кровопролитие и потери с обеих сторон. После этого шотландский король Яков I Стюарт пошел в поход, чтобы прекратить этот конфликт. Ангус Ду Маккей сдался на милость короля и оставил своего сына Нейла в качестве заложника. Король отправил Нейла в Басс-Рок в заливе Ферт-оф-Форт. В 1431 году состоялась битва при Драмнакобе, в которой Ангус Ду Маккей победил клан Сазерленд во главе с Ангусом Мореем. В 1438 году состоялась война которая вошла в историю как Сансайд Чейс — в этой войне Нил Маккей, 8-й вождь клана Маккей, который освободился из плена, разбил людей Кейтнесса. В 1464 году состоялась битва при Таннахе, в которой кланы Маккей и Кейт боролись против клана Ганн из Кейтнесса. Кланы Кейт и Маккей победили.
В конце XV века кланы Маккей и Росс находились в давней вражде, которая вылилась в войну и битву при Тарбате в 1486 году. Клан Маккей потерпел поражение, а Ангус Рой Маккей, 9-й вождь клана Маккей, был убит. После этого состоялась битва под Алди Харриш (Aldy Charrish), где клан Росс был разбит и его вождь был убит. По словам историка XVII века сэра Роберта Гордона, младшего сына Александра Гордона, 12-го графа Сазерленда, клан Сазерленд присоединился к клану Маккей и, благодаря этому, была одержана победа в этой битве. Но историк XIX века Ангус Маккей отрицает участие клана Сазерленд в этой битве, уверяя, что это маловероятно, потому что граф Сазерленд в то время был женат на дочери вождя клана Росс из Балнагована и вряд ли бы тот воевал бы против своих родственников и что утверждения о преимуществе военной силы Сазерлендов над военной силой клана Маккей это лишь продукт богатого воображения автора.

### XVI век — продолжение клановых войн

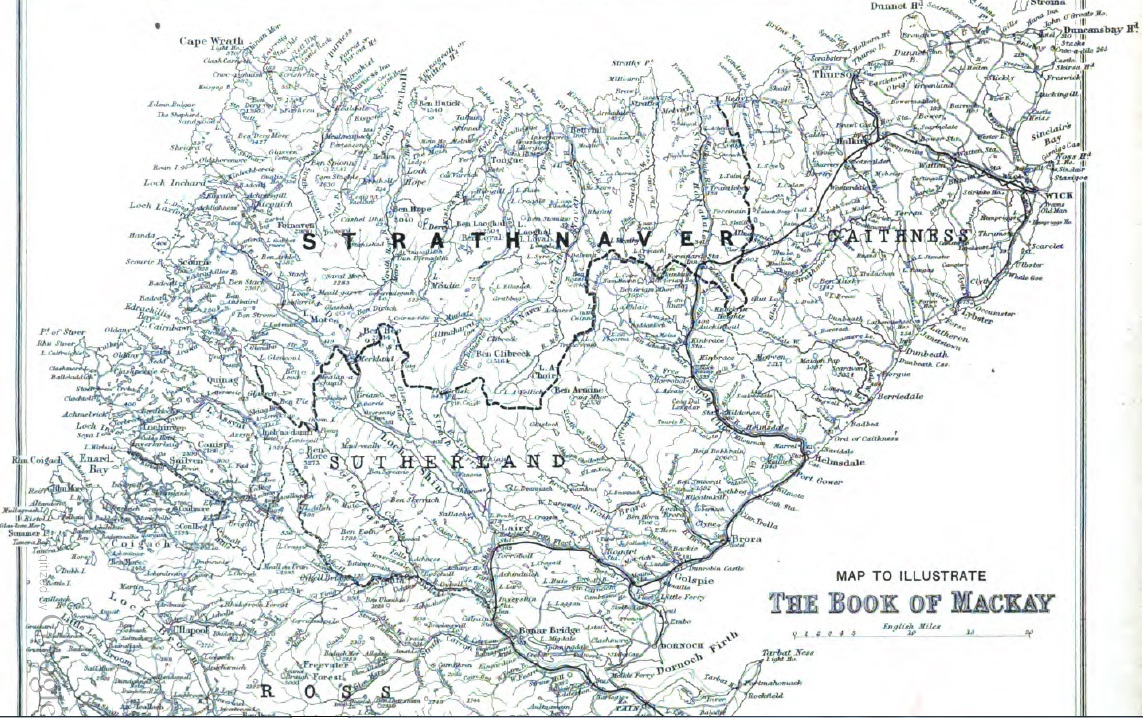
Карта, где изображена территория клана Маккей Mackay — Стратнавер, между Сазерлендом и Кейтнессом. Граница отмечена штриховой линией

В 1505 году состоялась битва при Ахнашеллахе (Achnashellach), в которой клан Камерон победил объединенные силы кланов Маккей и Манро, вождь Уильям Манро был убит. В 1513 году 10-й вождь Ай Рой Маккей вместе со своим братом Джоном Маккеем повел свой клан в битву при Флоддене, где Джон Маккей был убит вместе со многими воинами своего клана.
В 1517 году состоялась битва при Торран Дубе, где клан Маккей столкнулся с кланом Сазерленд. Битва была очень жестокая и клан Маккей был разбит. В 1522 году Александр Гордон разгромил клан Маккей и заставил его подчиниться. В 1528 году в этот конфликт был втянут и клан Форбс. В 1542 году состоялась битва при Элтан-Бете (Alltan-Beath) между кланами Маккей и Сазерленд. Дональд Маккей, 11-й вождь клана Маккей (ум. 1550), был схвачен и брошен в тюрьму в замке Фоулис, который принадлежал клану Росс. Это произошло по приказу регента королевства.
В 1542 году вождь клана Ай Ду Маккей, 12-й вождь клана Маккей, воевал с англичанами в битве при Солуэй-Моссе. В 1544 году к клану Маккей присоединился Джеймс Гамильтон, 2-й граф Арран, в битве при Глазго и в 1548 году он присоединился к этому клану во время осады Хаддингтона.
В 1555 году состоялась осада замка Борв — замок был захвачен, 12-й вождь клана Ай Ду Маккей попал в плен к клану Сазерленд и был брошен в тюрьму замка Дамбартон, откуда он был перевезен в Эдинбургский замок. Затем в 1555 году состоялась битва под Гарбарри — последняя битва между кланами Маккей и графами Сазерленд. В 1562 году состоялась битва при Корричи между кланом Маккей и кланом Гордон во главе с Джоном Гордоном, 4-м графом Хантли. Клан Маккей тогда поддержала королева Шотландии Мария Стюарт.
В 1576 году состоялась битва при Дайл-Риабахе (Dail-Riabhach) — вождь клана Джон Маккей и его брат Дональд Маккей победили своего дядю Нила Маккея и завладели землей Страснавер.
В 1586 году состоялась битва при Альт-Камне (Allt Camhna) младший брат вождя клана Уильям Маккей помог клану Ганн победить клан Синклер. Но потом состоялась битва при Лекмелме, где Маккей из Аберраха помог графу Сазерленду разгромить клан Ганн. В 1588 году Хьюстен Ду Маккей, 13-й вождь клана Маккей (ум. 1614), женился на дочери графа Сазерленд. В 1590 году сводный брат вождя Дональд Маккей возглавил лучников в битве при Клинетрадвелле (Clynetradwell), где поддержал Джорджа Синклера, графа Кейтнесса, но позже он присоединился к графу Сазерленд.

### XVII век
В апреле 1616 года вождь клана Дональд Маккей, 14-й вождь клана Маккей (1591—1649), отправился в Лондон вместе со своим дядей, сэром Робертом Гордоном из клана Гордон, и был посвящён в рыцари королём. В 1626 году сэр Дональд Маккей набрал в войска 3000 воинов в Кромарти для графа Мансфельда, для участия в Тридцатилетней войне «на службе у короля Дании под руководством полковника Роберта Монро». В марте 1627 года сэру Дональду Маккею был пожалован титул баронета Новой Шотландии, и в 1628 году он был возведён в звание пэра как лорд Рей. В 1630 году Дональд Маккей, 1-й лорд Рей, сопровождал свой полк в Германии, и присутствовал при взятии Штеттина и Кольберга. В следующем году он был уполномоченным короля Англии Карла I Стюарта, чтобы набрать ещё воинов для службы у Густава Адольфа, короля Швеции. Он поссорился с Дэвидом Рамсеем в английском суде и вызвал его на дуэль. За это они оба были заключены в тюрьму в Лондонский Тауэр.

### Гражданская война на Британских остовах
В 1638 году Джеймс Грэм, 1-й маркиз Монтроз, лорд Гом, лорд Бойд и лорд Лаудон пригласили Дональда Маккея, 1-го лорда Рея, чтобы на встрече рассмотреть религиозные проблемы того времени и подписать пакт. Это Дональд Маккей сделал неохотно, вместе с его сыном, Джоном Маккеем, мастером Реем, он был как и большинство шотландских кланов сторонником короля Карла I Стюарта. Король был шотландского происхождения, поэтому шотландские кланы считали его своим королем. Участие различных шотландских кланов на стороне республиканцев или роялистов объяснялась не политическим соображением, а давней клановой враждой — «враг моего врага мой друг». В 1644 году, как и Монтроз, лорд Рей участвуют в Английской гражданской войне. Они участвуют в осаде Ньюкасла, в обороне города против шотландской армии. Когда город был захвачен, генерал Лесли, лорд Рей и лорд Кроуфорд были отправлены в плен в Эдинбургский замок. В следующем 1645 году маркиз Монтроз победил в битве при Килсайте, лорд Рей был освобождён и вернулся домой. В январе 1649 года король Карл I Стюарт был казнён. Дональд Маккей, 1-й лорд Рей, как сторонник короля отправился в изгнание в Данию, где и умер в феврале 1649 года.
В 1651 году клан Маккей во главе с Уильямом Маккеем принимал участие в сражении при Вустере под командованием герцога Гамильтона на стороне короля Карла II.
В 1680 году Джордж Маккей (1678—1748) стал 3-м лордом Реем и 17-м вождем клана Маккей. Его опекуном был его родственник — Джордж Манро из Калрейна. В 1689 году генерал Хью Маккей (1640—1692) командовал гарнизоном замка Брахан (Brahan Castle). Принц Оранский назначил его верховным главнокомандующим в Шотландии. Он был принимал участие в битве при Киликранки, и победил в кампании против Джона Грэма, 1-го виконта Данди. Генерал Хью Маккей был смертельно ранен в битве при Стенкерке в 1692 году. Эней Маккей, бригадир, долгое время воевал в Шотландии, Ирландии и на континенте. Умер он в Бате (графство Сомерсет) в 1697 году — там ему поставили памятник.

### XVIII век — восстание якобитов
Во время Первого восстания якобитов в 1715 году клан Маккей не только не поддержал восстание, но и стал на сторону короля Великобритании Георга I из Ганноверской династии. Клан защищал замок Инвернесс во время его осады якобитами. Клан Маккей также воевал против клана Маккензи в битве при Скимиш-Алнессе в 1715 году. В 1719 году клан Маккей воевал против якобитов в битве под Глен-Шиле, где якобиты были разбиты. В 1745 году клан Маккей вновь не поддержал второе восстание якобитов и стал на сторону британской короны.

### XIX век
В 1806 году в Глазго было основано общество клана Маккей. В 1815 году в битве при Ватерлоо 79-й Горский пехотный полк образовали квадрат после нападения французской кавалерии, и волынщик Кеннет Маккей, не проявляя никакого страха, вышел перед квадратом и сыграл на волынке «война или мир». Впоследствии он был награждён набором серебряных труб из рук короля за его храбрость. В 1815—1818 годах политика огораживания в Хайленде стала действовать на территории клана Маккей, клан был выселен со своих земель, чтобы освободить место для овец. В 1829 году Эрик Маккей, 7-й лорд Рей, продал поместье Рей графине Сазерленд.
В 1875 году после смерти Эрика Маккея, 9-го лорда Рея (1813—1875), который не был женат, титул перешел к другой линии семьи Маккей, проживающей в Голландии, которая ведет своё происхождение от Джона Маккея, 2-го лорда Рея. Эней Маккей (1806—1876), барон из Нидерландов, вице-президент Государственного Совета и кавалер ордена Нидерландов, стал 10-м лордом Реем. Он скончался в 1876 году. Его сын, Дональд Джеймс Маккей (1839—1921), унаследовал титул 11-го лорда Рея, покинул Голландию и получил титул барона Рея из Дернесса (8 октября 1881) с местом в палате лордов. Он был назначен губернатором Бомбея (1885—1890) и заместителем государственного секретаря Индии (1894—1895), а также занимал пост лорда-лейтенанта Роксбургшира (1892—1918).

## Вождь клана
Вождь — Эней Саймон Маккей (род. 1965), 15-й лорд Рей, баронет из Фара, барон Маккей фон Офемерт и Зенневийнен (в Нидерландах), 28-й вождь клана Маккей с 2013 года.

## Септы клана
Септы (Septs): Allan, Allanson, Bain, Bayne, Elders, Kay, Key, Keyes, MacAllan, MacBain, MacCaa, MacCaw, MacCay, MacGaa, MacGaw, MacGee, MacGhee, MacGhie, MacKay, Mackey, MacKee, McIe, McKee, McKie, Mackie, MacPhail, MacQue, MacQuey, MacQuoid, MacVail, MacVain, MacVane, McCay McCoy, McKay, McKoy, Morgan, Neilson, Nelson, Paul, Pole, Poleson, Pollard, Polson, Reay, Scobie, Williamson.

## Замки клана
- Замок Варрич в деревне Тонг (Сазерленд, Хайленд), историческая резиденция вождей клана Маккей. Оттуда вожди клана переселились в Тонг-хаус в Тонге. Первоначально замком Варрич владели епископы Кейтнесса, а затем он стал собственностью клана Маккей.
- Тонг-хаус в Тонге (Сазерленд), резиденция вождей клана Макей и лордов Рей. Позднее Тонг-хаус приобрели герцоги Сазерленд, которые им владеют в настоящее время.
- Замок Борв в приходе Фарр (Сазерленд), один из форпостов клана Маккей для набегов на другие кланы. Он также известен как замок Фарр.
- Балнакейл-хаус в деревне Балнакейле, приход Дернесс. Принадлежал клану Маккей с 1611 года.
- Биг-хаус, возле Терсо. Принадлежала линии Маккеев из Бигхауса, в настоящее время здесь отель и ресторан
- Замок Дирлот возле Уоттена, Кейтнесс. Первоначально принадлежал клану Чейн, затем кланам Ганн и Сазерленду. С 1499 года им владел клан Маккей.
- Замок Дурней возле Терсо, Кейтнесс. Вначале принадлежал клану Синклер, затем им стал владеть лорды Реи из клана Маккей.
- Замок Лох-Стек возле Скаури (Сазерленд), принадлежал лордам Рей из клана Маккей
- Мелнесс-хаус возле Тонга, им владел клан Маккей с XIV века
- Замок Скаури в Скаури (Сазерленд). Резиденция линии Маккей из Скаури. Позднее стал собственностью графов и герцогов Сазерленд
- Дун-Угадейл в окрестностях Кэмпбелтауна, полуостров Кинтайр (Аргайл), с XIV века принадлежал клану Маккей.